# Zhejiang Lions
El Zhejiang Guangsha Lions (en chino, 浙江广厦) es un equipo de baloncesto chino con sede en la ciudad de Hangzhou, en la región de Zhejiang, que compite en la Chinese Basketball Association (CBA). Disputa sus encuentros como local en el Hangzhou Stadium, con capacidad para 4500 espectadores.

## Historia
El equipo se fundó en 2006, y obtuvo su mejor clasificación en el año 2010, cuando alcanzó las semifinales de la competición china, después de terminar en tercera posición en la temporada regular, cayendo ante los Xinjiang Flying Tigers por 3-0.

## Jugadores destacados
- Gabe Muoneke (2006–2007)
- Rodney White (2007–2010, 2012)
- Jin Lipeng (2008–2010, 2011–2013)
- Kasib Powell (2008)
- Lin Chih-chieh (2009–)
- Jelani McCoy (2009)
- Peter John Ramos (2009–2013)
- Javaris Crittenton (2010)
- Tre Kelley (2010–2011)
- Rafer Alston (2011)
- Dwayne Jones (2011)
- Walker Russell Jr. (2011)
- Wu Tai-hao (2011–2012)
- Wilson Chandler (2011–2012)
- Al Thornton (2012)
- Gary Forbes (2012–2013)
- Jonathan Gibson (2013–2014)
- Johan Petro (2013–2014)
- Chris Johnson (2013–2014)
- Jamaal Franklin (2014–2015)
- Eli Holman (2014–2017)
- Kevin Murphy (2015)
- Jeremy Pargo (2015–2016)
- Ioannis Bourousis (2017–2018)
- Courtney Fortson (2017–presente)